# 阿道
阿道（あどう、生没年不詳）は、高句麗に仏教を伝えた中国東晋の僧。我道、阿頭、阿度とも呼ばれる。
374年（小獣林王四年）に東晋から高句麗へ渡来した。インドもしくは西域に出自をもつとみられる。『三国史記』巻十八・高句麗本紀、『三国遺事』巻第三・興法第三に阿道に関連する記事がある。
新羅訥祇王代（417年から457年)に高句麗から新羅の一善郡に来て仏教を伝えた墨胡子と阿道とを同一人物とする伝えがあり、また阿道は父を魏の人、母を高句麗人とした3世紀の僧とする異伝もある。

## 概要
阿道の名は以下の僧として伝えられている。
- 372年（高句麗小獣林王2年）に東晋から高句麗に仏教を伝えた僧
- 381年（小獣林王11年）に江華島の伝燈寺を創建した僧
- 418年（新羅訥祇王2年）に直指寺を創建した僧
- 529年（百済聖王7年）に海川寺を創建した僧
- 544年（新羅真興王5年）に大屯寺を創建した僧

528年（新羅法興王14年）にはじめて新羅に仏教を伝えた高句麗の墨胡子は、阿道と同一人物であると『三国遺事』は伝えている。372年に高句麗に仏教を伝えた人物と528年に新羅に仏教を伝えた人物が同一とは考えられず、阿道の伝承は混乱している。

## 記録
前秦の順道が高句麗に初めて仏教を伝えた2年後の374年（高句麗小獣林王4年）、東晋の僧である阿道も高句麗にわたり、仏教の布教を行った。375年（高句麗小獣林王5年）、小獣林王は肖門寺（省文寺）を創建してそこに順道をおき、また伊弗蘭寺を創建してそこに阿道をおき、これが朝鮮の仏教のはじめとされる。

## 考証
新羅仏教の伝来をまとまった形で記録したものは、『三国史記』巻四・法興王十五年（528年）条であり、この年、新羅は「肇めて仏法を行ふ」といい、仏教の国家的公認に踏みきったという。『三国史記』は、公認に至る経緯を以下のように述べている。
1. 訥祇王代に沙門墨胡子なる者が高句麗より新羅の一善郡に来た。一善郡の毛礼は自宅に窟室をつくって墨胡子に提供した。そのころ、梁使が来て「衣著の香物」を齎したが、誰も用途を知らなかった。墨胡子は用途を知っており、香を焚いたところ、王女の難病が平癒し、喜んだ王が礼を言おうとしたが、墨胡子はいずこともなく姿を消した[6]。
2. 照知王代に阿道が毛礼の家にやって来た。その行儀は墨胡子と同じであった。数年後、阿道は病無くして死んだが、3人の侍者が留まって経律を講じ、信者もしだいにできた[6]。
3. ここに至って法興王は仏教を信奉しようとしたが、群臣は反対した。近臣の異次頓は、身を犠牲にして王の希望を叶えようと決意し、仏教の受容を主張したが、斬罪に処せられた。異次頓は「仏にもし霊感があれば、異事を示せ」と言って斬られたが、果して白乳のような血が吹き出し、驚いた群臣たちは、仏教の受容に反対しなくなった[6]。

末松保和は、『三国遺事』『海東高僧伝』にある新羅仏教伝来に関する異伝に注目し、『三国史記』と『三国遺事』『海東高僧伝』の比較から、次の結論に達した。すなわち、『三国史記』の伝来説話を（A）とし、異伝を、（B）我道和尚碑の伝承（『三国遺事』巻三・阿道基羅条所引）、（C）古記の伝承（ 『海東高僧伝』巻一・阿道伝所引）、（D）高得相の詩史の伝承（『海東高僧伝』巻一・阿道伝所引）とすると、（D）が古形を伝え、以下（C）（B）（A）の順に新しい発展を示し、新羅仏教伝来の中核的史実は以下の3点に帰する。
1. 新羅仏教の伝来者は、阿道（我道）であった。
2. 新羅仏教の起源的年代は、大通元年＝法興王丁末年（527年）に求められる。
3. 新羅仏教は高句麗仏教の伝来によって素地が築かれ、梁使の到来を契機として国家公認に至った。

薗田香融は、「末松の精緻な研究につけ加えるものは何もないが、以下若干の説明を補足しよう」として、以下指摘している。
1. 新羅仏教の伝来者阿道は、高句麗より新羅一善郡に来り、郡人毛礼の宅に留まったことは、諸伝に一致する。一善郡は今の慶尚北道善山（朝鮮語版）付近で、漢江に達する幹線道路に面しており、地理的にも納得できる[6]。
2. 阿道の到来年代を照知王代や味鄒王代とする（A）（B）は、もとより信用できない。（C）（D）によれば、法興王の丁末年に現存した人物とされるから、法興王の初年（520年頃）の到来とするのが妥当であり、とりもなおさず新羅仏教の初伝年次である[6]。
3. 新羅仏教の起源的年代を法興王十五年（528年）とする（A）は、『三国史記』の繋年の誤りであり、丁末年（527年）が正しいことは、末松保和の考証したとおりである[6]。
4. 新羅仏教は、高句麗仏教の私的伝来にはじまるが、梁使（（D）では僧元表とする）の到来を契機に公認に至ったことは諸伝に共通する。とくに梁使の齎した「衣著の香物（A）」、「五香（C）」、「沈檀（D）」などの仏教に付随して齎された焚香に関する話が、具体的に問題とされており、史的事実の片鱗を窺わせる。梁使が到来した記録は存しないが、朝貢使の帰国に伴ったものとみられ、521年もしくは522年とみられる[6]。

## 功績
高句麗では、小獣林王代に太学が建てられ、儒教教育をおこなったとされるが、太学や儒教と対を成す仏教が前秦の順道の高句麗入国によって齎されたように、高句麗の太学の整備も中国系移民の関与が想定され、中国系移民は高句麗の対内的・対外的国家的発展に多方面で活躍した。一方、中国系移民の役割があっても、太学の設置や儒教教育が可能だったのは、中国が朝鮮に設置した植民地である楽浪郡・帯方郡の郡民という基礎的土台が存在していたことが大きく、太学の設置や儒教教育を整備できたのは、それらを受容できるほど社会が発展していなければならず、それには、中国王朝の支配を長期間経験している楽浪郡・帯方郡民を高句麗が接収できたことが大きい。この関係を垣間みれるのは高句麗における仏教受容と太学設置である。順道の高句麗入国の3年後、高句麗は肖門寺と伊弗蘭寺を建立し、各々順道と阿道を住まわせており、高句麗では、仏教受容をめぐって殉教者（異次頓）をだした新羅のような葛藤が起きなかった可能性が高い。その背景には、仏教を信奉していた楽浪郡・帯方郡民を通じて仏教受容の土台が形成されていたからであり、また、貴族の子弟教育を通じて官吏を養成する太学設置も高句麗社会の漢文化が高水準に達していなければならず、これにも楽浪郡・帯方郡民を接収できたことが大きい。